# 용남중학교 (경남)
용남중학교(龍南中學校)는 대한민국 경상남도 사천시 용현면 선진리에 있는 사립 중학교이다.

## 학교 연혁
- 1952년 5월 1일 : 용남중학교 개교 및 초대 최동수 교장 취임
- 1954년 3월 1일 : 용남중학교 제1회 졸업 (졸업생 수 11명)
- 2019년 3월 1일 : 학칙 변경(21학급 인가)
- 2022년 12월 30일 : 제70회 졸업식(졸업생수 212명, 총 졸업생수 11,625명)
- 2023년 3월 1일 : 제11대 최철영 교장 취임
- 2023년 3월 2일 : 1학년 입학(227명)

## 참고 자료
- 용남중학교 - 한국교육학술정보원 학교알리미